# しまだゆきやす
しまだ ゆきやす（1964年 - 2011年8月7日）は、日本の映画プロデューサー、映画監督、撮影監督である。「ガンダーラ映画祭」「イメージリングス背徳映画祭」主宰、自主映画の上映団体イメージリングス代表。本名島田 幸泰（読み同）。

## 来歴・人物
1964年（昭和39年）、大阪府に生まれる。イメージフォーラム映像研究所に学ぶ。
1995年（平成7年）、自主映画上映団体イメージリングスを旗揚げ、製作・配給・宣伝を行なう。同年5月、「イメージリングス旗揚げ戦」を開催、大嶋拓らの作品を上映する。その後、1996年（平成8年）5月の「明るい家族破壊計画」、同年7月の「ワンピース・バトル★ロイヤル」、同年12月の「ワンピース忠臣蔵」、1998年（平成10年）1月の「さようならから始めよう!」、1999年（平成11年）1月の「イメージリングス RADICAL!」、2000年（平成12年）11月の「夏の残響 far away」、2001年（平成13年）9月の「ラスト・ミニッツ・レスキュー」、同年12月の「最後の団欒」、2002年（平成14年）10月の「キタ━━━(゜∀゜)━━━!! 祭りの予感…」等の上映を行なう。
2004年（平成16年）2月、自ら製作・配給を手がけ、プロデューサーを務めた井口昇監督の『恋する幼虫』を公開する。同年4月、韓国で行なわれた第5回チョンジュ国際映画祭に村上賢司監督の『地獄便り』を出品する。
2005年（平成17年）6月17日 - 同月26日、「第1回イメージリングス背徳映画祭」を開催、吉雄孝紀、伊藤隆介、清水真理、宮崎淳、袴田浩之、寺嶋真里、村上賢司らの作品とともに、自らの監督作『帝都、萌え。』を発表する。
2006年（平成18年）1月20日 - 同月29日、「第1回ガンダーラ映画祭」を開催、吉雄孝紀、いまおかしんじ、藤原章、松江哲明、安原伸、山下敦弘、向井康介、村上賢司、森達也の新作とともに、自らの監督作『私の志集 三〇〇円』を発表する。同年7月20日 - 同月30日、「第2回イメージリングス背徳映画祭」を開催、佐藤圭作、真利子哲也、吉行由実、山内洋子、園子温、袴田浩之、村上賢司、大西健児、小口容子の作品とともに、自らの監督作『中村雅信という奇病』を発表する。
2007年（平成18年）3月15日 - 同月25日、「第2回ガンダーラ映画祭」を開催、古澤健、山下敦弘、向井康介、岡田裕子、松江哲明、村上賢司、会田誠らの新作とともに、自らの監督作『誰もが知りたがってるくせにちょっと聞きにくいマルクスのすべてについて教えましょう』を発表する。同年9月14日 - 同月24日、「第3回イメージリングス背徳映画祭」を開催、中野貴雄、村田兼一、吉行由実、神農了愛、前田弘二、いまおかしんじ、村上賢司の新作とともに、自らの監督作『京都 借ります』を発表する。
2008年（平成20年）4月17日 - 同月27日、「第3回ガンダーラ映画祭」を開催、山下敦弘、向井康介、井土紀州、Chim↑Pom、古澤健、真喜屋力、花くまゆうさく、松江哲明、綿井健陽の新作とともに、自らの監督作『日本イスラーム化計画』を発表する。同年10月16日 - 同月26日、「第4回イメージリングス背徳映画祭」を開催、前田弘二、亜真里男、浦井崇、西山洋市、枡野浩一、いまおかしんじ、大木裕之、カンパニー松尾の新作とともに、自らの監督作『フェリーニの京都』を発表する。
2011年（平成23年）8月7日、満46歳で死去、同日、イメージリングスは製作・配給・宣伝の活動を終了する。同年11月28日、「第3.5回ガンダーラ映画祭」と銘打った追悼イヴェントが、村上賢司、柳下毅一郎、桑原あつし、那須千里、直井卓俊ら出演のもと新宿ロフトプラスワンで開催された。

## おもなフィルモグラフィ
- 『ワンピース忠臣蔵 THE LAST OF 47 PIECES Aプログラム Hello!クリストファー・ロビン』 : 1996年 - 監督
- 『夏に生れる』 : 監督村上賢司、1999年 - 出演
- 『恋する幼虫』 : 監督井口昇、2004年 - プロデューサー・製作・配給
- 『悪魔の刑事まつり』 : 監督村上賢司、2004年 - 出演
- 『スピーカーマン THE BOO』 : 監督西村喜廣、2004年 - プロデューサー
- 『幼虫のはらわた』 : 監督井口昇、2004年 - プロデューサー
- 『18禁 桃瀬えみる アブナイ関係 THE 近親相姦』 : 監督井口昇、2004年 - プロデューサー
- 『ドレメの女』 : 主演宮田亜紀、2005年 - 監督
- 『帝都、萌え。』 : 2005年 - 監督
- 『私の志集 三〇〇円』 : 2006年 - 監督
- 『中村雅信という奇病』 : 2006年 - 監督
- 『誰もが知りたがってるくせにちょっと聞きにくいマルクスのすべてについて教えましょう』 : 2007年 - 監督
- 『童貞。をプロデュース』 : 監督松江哲明、2007年 - 撮影監督
- 『ヒミコさん』 : 監督藤原章、2007年 - プロデューサー
- 『日本イスラーム化計画』 : 2008年 - 監督
- 『京都 借ります』 : 2008年 - 監督
- 『フェリーニの京都』 : 2008年 - 監督
- 『オカルト』 : 監督白石晃士、2008年 - プロデューサー